# L'Aveugle qui ne voulait pas voir le Titanic
Pour plus de détails, voir Fiche technique et Distribution.
L'Aveugle qui ne voulait pas voir le Titanic (Sokea mies joka ei halunnut nähdä Titanicia) est un film finlandais réalisé par Teemu Nikki, sorti en 2021.

## Synopsis
Jaakko est devenu aveugle et se déplace en fauteuil roulant à cause d'une sclérose en plaques. Cinéphile, il ne peut plus voir les films de sa collection qui tapisse les murs de son domicile. Il surnomme son infirmière Wilkes ou Ratched (les tortionnaires des films Misery et Vol au-dessus d'un nid de coucou). Chaque jour, la seule chose qui lui remonte le moral sont les appels de Sirpa, une femme également malade. Il apprend que son film préféré est Titanic de James Cameron, mais en tant que fan élitiste du réalisateur, il n'a jamais vu le film.

## Fiche technique
- Titre : L'Aveugle qui ne voulait pas voir le Titanic
- Titre original : Sokea mies joka ei halunnut nähdä Titanicia
- Réalisation : Teemu Nikki
- Scénario : Teemu Nikki
- Photographie : Sari Aaltonen
- Montage : Jussi Sandhu
- Production : Teemu Nikki et Jani Pösö
- Société de production : It's Alive Films et Wacky Tie Films
- Pays de production :  Finlande
- Genre : Comédie dramatique, romance et thriller
- Durée : 82 minutes
- Date de sortie : 
  - Finlande : 10 septembre 2021

## Distribution
- Petri Poikolainen : Jaakko
- Marjaana Maijala : Sirpa
- Samuli Jaskio : M. Scorpions
- Hannamaija Nikander : Wilkes / Ratched
- Matti Onnismaa : le père

## Distinctions
Le film a été nommé pour deux Jussis et a reçu celui du Jussi du meilleur acteur pour Petri Poikolainen.